# Boj s tenju 3: Poslednij raund
Boj s tenju 3: Poslednij raund (russisk: Бой с тенью 3D: Последний раунд) er en russisk spillefilm fra 2011 af Aleksej Sidorov.

## Medvirkende
- Denis Nikiforov som Artjom Koltjin
- Jelena Panova som Vika
- Andrej Panin som Valijev
- Pavel Derevjanko som Timokha
- Batu Khasikov som Antonio Cuerte